# Nadleśnictwo Połczyn
Nadleśnictwo Połczyn – nadleśnictwo wchodzące w skład Regionalnej Dyrekcji Lasów Państwowych w Szczecinku położone we wschodniej części województwa zachodniopomorskiego. Teren zarządzany przez nadleśnictwo rozciąga się na terenie gmin: Połczyn-Zdrój, Barwice, Czaplinek, Tychowo, Grzmiąca, Rąbino i Złocieniec. Powierzchnia nadleśnictwa wynosi 23223ha. Obszar nadleśnictwa podzielony był do 31 grudnia 2017 r. na dwa obręby: Połczyn i Krosino, które od 2018 połączono w jeden obręb leśny Połczyn.

## Leśnictwa
W skład Nadleśnictwa Połczyn wchodzi 14 leśnictw zgrupowanych w obręb leśny Połczyn:
Leśnictwa:
- Leśnictwo Łośnica
- Leśnictwo Buślary
- Leśnictwo Piaski
- Leśnictwo Popielewo
- Leśnictwo Ogrodno
- Leśnictwo Misiołki
- Leśnictwo Kluczewo
- Leśnictwo Smołdzięcino
- Leśnictwo Krosino
- Leśnictwo Stary Chwalim
- Leśnictwo Borzęcino
- Leśnictwo Dębno
- Leśnictwo Kołacz
- Leśnictwo Krzywolas

- Ośrodek Hodowli Zwierzyny - obwód 100
- Ośrodek Hodowli Zwierzyny - obwód 131

## Ochrona przyrody
Na terenie zarządzanym przez Nadleśnictwo Połczyn występuje sześć rezerwatów przyrody:
- Rezerwat "Brunatna Gleba" - teren o powierzchni 1,1 ha w wykształconą glebą brunatną oraz porośniętą drzewostanem bukowym,
- Rezerwat "Dolina Pięciu Jezior" - teren o powierzchni 228,78 ha uwzględniający krajobraz Pojezierza Drawskiego wraz z szatą roślinną,
- Rezerwat "Zielone Bagna" - teren o powierzchni 55,38 ha, torfowisko wraz z otaczającym je drzewostanem,
- Rezerwat "Torfowisko Toporzyk" - teren o powierzchni 43,07 ha, torfowisko wysokie wraz z wieloma unikalnymi gatunkami roślin,
- Rezerwat "Przełom Rzeki Dębnicy" - rezerwat rzeki Dębnicy, która charakteryzuje się wysokim stopniem czystości wody.

Dodatkowo zostało wyznaczonych piętnaście stref, w których ochronie podlegają zwierzęta objęte gatunkową ochroną, miejsca ich rozrodu a także ostoi. Siedem stref stworzono dla ochrony orlika krzykliwego Aquila pomarina, trzy dla bociana czarnego Ciconia nigra, cztery dla bielika Haliaeeteus albicilla oraz jedną dla puchacza Bubo bubo.

## Natura 2000
Tereny nadleśnictwa objęte programem Natura 2000 mają powierzchnię 4382,28 ha. Wyszczególniono specjalny obszar chroniony ptaków (OSO) PLB320019 "Ostoja Drawska" istotny dla wspólnoty (OZW): PLH320007 "Dorzecze Parsęty" oraz PLH320009 "Jeziora Czaplineckie".

### Pomniki przyrody
Na terenie nadleśnictwa znajdują się 23 pomniki przyrody, na które składają się dęby szypułkowe, sosny pospolite, cis pospolity, buk zwyczajny oraz jeden głaz narzutowy.

## Turystyka
Dla turystów zostały oddanych pięć szlaków pieszych o zróżnicowanym stopniu trudności. Istnieją także szlaki rowerowe, konne oraz ścieżka edukacyjna "Dbając o figurę poznaję naturę" promująca przyrodę Szwajcarii Połczyńskiej, a także zdrowy i aktywny tryb życia. Nad jeziorem Radoniewieckim znajduje się Ośrodek Szkoleniowo-Wypoczynkowy, który przeznaczony jest dla wielbicieli turystyki i myślistwa.
Region jest także ważny turystycznie ze względu na znajdujące się w Połczynie-Zdroju uzdrowisko.